# Delta2 Canis Minoris
Título a ser usado para criar uma ligação interna é Delta2 Canis Minoris.
Delta2 Canis Minoris (8 Canis Minoris) é uma estrela na direção da constelação de Canis Minor. Possui uma ascensão reta de 07h 33m 11.68s e uma declinação de +03° 17′ 25.0″. Sua magnitude aparente é igual a 5.59. Considerando sua distância de 139 anos-luz em relação à Terra, sua magnitude absoluta é igual a 2.44. Pertence à classe espectral F2V.